# حارة قرية المصلي (صنعاء همدان)
حارة قرية المصلي هي إحدى حارات حي علو ضلاع همدان بضواحي صنعاء مديرية همدان، بلغ تعداد سكانها 1428 نسمة حسب تعداد اليمن لعام 2004.